# Мировой тур UCI 2021
11-й сезон Мирового тура UCI — велошоссейного сезонного турнира 2021 года.

## Обзор сезона
Сезон стартовал 21 февраля 1-м этапом Тур ОАЭ и завершится финальным этапом Тур Гуанси 19 октября.
1 апреля стало известно о перенесении гонки Париж — Рубе с апреля на октябрь.

### Отменённые гонки
Из-за логистических проблем и карантинных требований, связанных с пандемией COVID-19, у команд возникли трудности с поездкой в Австралию, в результате Тур Даун Андер (19-24 января) и Кэдел Эванс Грейт Оушен Роуд (31 января) были отменены. Организаторы Тура Даун Андера провели на его месте «отечественный велосипедный фестиваль», известный как Santos Festival of Cycling, который включал в себя гонки в различных дисциплинах (включая Национальную дорожную серию).
Кроме того, по причинам, не совсем связанными с пандемией, организаторы Тура Калифорнии в США, а также Лондон — Суррей Классик в Великобритании просили не регистрировать ни одно из соответствующих мероприятий в календаре 2021 года.

## Календарь
| №  | Дата                    | Гонка                        | Кат | Победитель         | Индивидуальный зачёт                         | Командный зачёт                              |
| -- | ----------------------- | ---------------------------- | --- | ------------------ | -------------------------------------------- | -------------------------------------------- |
| 1  | 19-24 января            | Тур Даун Андер               | 4   | отменена           | не определялись см. Мировой рейтинг UCI 2021 | не определялись см. Мировой рейтинг UCI 2021 |
| 2  | 31 января               | Кэдел Эванс Грейт Оушен Роуд | 6   | отменена           | не определялись см. Мировой рейтинг UCI 2021 | не определялись см. Мировой рейтинг UCI 2021 |
| 3  | 21-27 февраля           | Тур ОАЭ                      | 6   | Тадей Погачар      | не определялись см. Мировой рейтинг UCI 2021 | не определялись см. Мировой рейтинг UCI 2021 |
| 4  | 27 февраля              | Омлоп Хет Ниувсблад          | 6   | Давиде Баллерини   | не определялись см. Мировой рейтинг UCI 2021 | не определялись см. Мировой рейтинг UCI 2021 |
| 5  | 6 марта                 | Страде Бьянке                | 5   | Матье Ван дер Пул  | не определялись см. Мировой рейтинг UCI 2021 | не определялись см. Мировой рейтинг UCI 2021 |
| 6  | 7-14 марта              | Париж — Ницца                | 4   | Максимилиан Шахман | не определялись см. Мировой рейтинг UCI 2021 | не определялись см. Мировой рейтинг UCI 2021 |
| 7  | 11-16 марта             | Тиррено — Адриатико          | 4   | Тадей Погачар      | не определялись см. Мировой рейтинг UCI 2021 | не определялись см. Мировой рейтинг UCI 2021 |
| 8  | 20 марта                | Милан — Сан-Ремо             | 3   | Яспер Стёйвен      | не определялись см. Мировой рейтинг UCI 2021 | не определялись см. Мировой рейтинг UCI 2021 |
| 9  | 22-28 марта             | Вуэльта Каталонии            | 5   | Адам Йейтс         | не определялись см. Мировой рейтинг UCI 2021 | не определялись см. Мировой рейтинг UCI 2021 |
| 10 | 24 марта                | Три дня Брюгге — Де-Панне    | 6   | Сэм Беннетт        | не определялись см. Мировой рейтинг UCI 2021 | не определялись см. Мировой рейтинг UCI 2021 |
| 11 | 26 марта                | E3 Саксо Банк Классик        | 5   | Каспер Асгрин      | не определялись см. Мировой рейтинг UCI 2021 | не определялись см. Мировой рейтинг UCI 2021 |
| 12 | 28 марта                | Гент — Вевельгем             | 4   | Ваут Ван Арт       | не определялись см. Мировой рейтинг UCI 2021 | не определялись см. Мировой рейтинг UCI 2021 |
| 13 | 31 марта                | Дварс дор Фландерен          | 6   | Дилан Ван Барле    | не определялись см. Мировой рейтинг UCI 2021 | не определялись см. Мировой рейтинг UCI 2021 |
| 14 | 4 апреля                | Тур Фландрии                 | 3   | Каспер Асгрин      | не определялись см. Мировой рейтинг UCI 2021 | не определялись см. Мировой рейтинг UCI 2021 |
| 15 | 5-10 апреля             | Тур Страны Басков            | 5   | Примож Роглич      | не определялись см. Мировой рейтинг UCI 2021 | не определялись см. Мировой рейтинг UCI 2021 |
| 16 | 18 апреля               | Амстел Голд Рейс             | 4   | Ваут Ван Арт       | не определялись см. Мировой рейтинг UCI 2021 | не определялись см. Мировой рейтинг UCI 2021 |
| 17 | 21 апреля               | Флеш Валонь                  | 5   | Жюлиан Алафилипп   | не определялись см. Мировой рейтинг UCI 2021 | не определялись см. Мировой рейтинг UCI 2021 |
| 18 | 25 апреля               | Льеж — Бастонь — Льеж        | 3   | Тадей Погачар      | не определялись см. Мировой рейтинг UCI 2021 | не определялись см. Мировой рейтинг UCI 2021 |
| 19 | 27 апреля - 2 мая       | Тур Романдии                 | 4   | Герайнт Томас      | не определялись см. Мировой рейтинг UCI 2021 | не определялись см. Мировой рейтинг UCI 2021 |
| 20 | 8-30 мая                | Джиро д’Италия               | 2   | Эган Берналь       | не определялись см. Мировой рейтинг UCI 2021 | не определялись см. Мировой рейтинг UCI 2021 |
| 21 | 30 мая - 6 июня         | Критериум Дофине             | 4   | Ричи Порт          | не определялись см. Мировой рейтинг UCI 2021 | не определялись см. Мировой рейтинг UCI 2021 |
| 22 | 6-13 июня               | Тур Швейцарии                | 4   | Ричард Карапас     | не определялись см. Мировой рейтинг UCI 2021 | не определялись см. Мировой рейтинг UCI 2021 |
| 23 | 26 июня - 18 июля       | Тур де Франс                 | 1   | Тадей Погачар      | не определялись см. Мировой рейтинг UCI 2021 | не определялись см. Мировой рейтинг UCI 2021 |
| 24 | 31 июля                 | Классика Сан-Себастьяна      | 5   | Нильсон Паулесс    | не определялись см. Мировой рейтинг UCI 2021 | не определялись см. Мировой рейтинг UCI 2021 |
| 25 | 9-15 августа            | Тур Польши                   | 5   | Юлиус ван ден Берг | не определялись см. Мировой рейтинг UCI 2021 | не определялись см. Мировой рейтинг UCI 2021 |
| 26 | 14 августа - 5 сентября | Вуэльта Испании              | 2   | Примож Роглич      | не определялись см. Мировой рейтинг UCI 2021 | не определялись см. Мировой рейтинг UCI 2021 |
| 27 | 15 августа              | Классика Гамбурга            | 6   | отменена           | не определялись см. Мировой рейтинг UCI 2021 | не определялись см. Мировой рейтинг UCI 2021 |
| 28 | 29 августа              | Бретань Классик              | 5   | Бенуа Конфруа      | не определялись см. Мировой рейтинг UCI 2021 | не определялись см. Мировой рейтинг UCI 2021 |
| 29 | 30 августа - 5 сентября | / БинкБанк Тур               | 5   | Сонни Кольбрелли   | не определялись см. Мировой рейтинг UCI 2021 | не определялись см. Мировой рейтинг UCI 2021 |
| 30 | 10 сентября             | Гран-при Квебека             | 4   | отменена           | не определялись см. Мировой рейтинг UCI 2021 | не определялись см. Мировой рейтинг UCI 2021 |
| 31 | 12 сентября             | Гран-при Монреаля            | 4   | отменена           | не определялись см. Мировой рейтинг UCI 2021 | не определялись см. Мировой рейтинг UCI 2021 |
| 32 | 19 сентября             | Эшборн — Франкфурт           | 6   | Йеспер Филипсен    | не определялись см. Мировой рейтинг UCI 2021 | не определялись см. Мировой рейтинг UCI 2021 |
| 33 | 3 октября               | Париж — Рубе                 | 3   | Сонни Кольбрелли   | не определялись см. Мировой рейтинг UCI 2021 | не определялись см. Мировой рейтинг UCI 2021 |
| 34 | 9 октября               | Джиро ди Ломбардия           | 3   | Тадей Погачар      | не определялись см. Мировой рейтинг UCI 2021 | не определялись см. Мировой рейтинг UCI 2021 |
| 35 | 14-9 октября            | Тур Гуанси                   | 6   | отменена           | не определялись см. Мировой рейтинг UCI 2021 | не определялись см. Мировой рейтинг UCI 2021 |